# Eustomias woollardi
Eustomias woollardi är en fiskart som beskrevs av Clarke, 1998. Eustomias woollardi ingår i släktet Eustomias och familjen Stomiidae. Inga underarter finns listade i Catalogue of Life.